# Ukrainische Evangelische Kirche Augsburgischen Bekenntnisses
Die Ukrainische Evangelische Kirche Augsburgischen Bekenntnisses (ukrainisch Українська Євангельська Церква Аугсбурзького Сповідання, polnisch Ukraiński Kośćioł Ewangelicki Augsburgskiego Wyznania) war eine lutherische Kirche der ukrainischen Bevölkerung in Polen von 1926 bis 1939.

## Strukturen
Die Kirche hatte Gemeinden in Galizien und Wolhynien mit etwa 10.000 bis 20.000 Mitgliedern.
Leitungsgremium war ein Rat der ukrainischen Kirche. Die Kirche hatte keinen Bischof oder ein anderes Oberhaupt.

## Praxis
Die Ukrainische Evangelische Kirche Augsburgischen Bekenntnisses benutzte spätestens seit 1933 eine revidierte Fassung der byzantinisch-orthodoxen Liturgie für die Gottesdienste. Sie war damit die erste lutherische Kirche mit byzantinischem Ritus.
Ihre Bekenntnisgrundlage war die Confessio Augustana von 1530.

## Geschichte

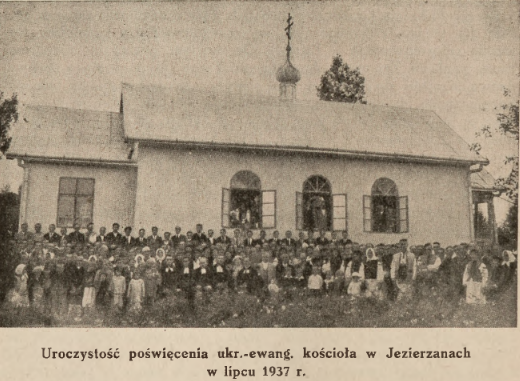
Eröffnung der lutherischen Kirche in Jezierzany, 1937

Nach 1920 gab es in der Zweiten Polnischen Republik lutherische Kirchen für die deutsche und für die polnische Bevölkerung, nicht jedoch für die Ukrainer.
1925 wurde ein Rat der ukrainischen Kirche geschaffen. 1926 ging aus diesem die Ukrainische Kirche Augsburgischen Bekenntnisses hervor.
Eigene Kirchen und Bethäuser wurden u. a. in Jezierzany, Pałahicze, Krechowiec, Jezupol, Hanusowiec errichtet.
Der wichtigste Vertreter war Pfarrer Teodor Jartschuk in Stanisławów. Dieser publizierte mehrere Schriften zur lutherischen Lehre, übersetzte das Augsburgische Bekenntnis und den Kleinen Katechismus Martin Luthers ins Ukrainische und schuf 1933 eine Liturgie nach byzantinischem Ritus für die evangelische Kirche in ukrainischer Sprache. Außerdem gab er drei lutherische Zeitschriften heraus.
Von 1930 bis 1939 und von 1942 bis 1943 wirkte Hilarius Schebetz (Hilarion Shebets, Іларіон Іларіона Шебець) als Pastor in Stanisławów / Stanislau, dem Hauptsitz der Kirche, und anderen Gemeinden. 1931 wurde Schebetz als Vorsitzender des ukrainisch evangelisch-lutherischen Missionsrates bestätigt, um das Evangelium unter dem ukrainischen Volk zu verbreiten. In der Übersetzungs- und Überprüfungskommission für die Erstellung einer modernen ukrainischen Übersetzung der Heiligen Schrift wirkte Schebetz unter der Leitung von Metropolit Hilarion (Ogienko) mit. Pfarrer Hilarius Schebetz verstarb am 16. Juni 1943 im Kreiskrankenhaus in Stanislau.
Ein Zusammengehen der Ukrainischen Evangelischen Kirche Augsburgischen Bekenntnisses mit den reformierten Gemeinden gelang nicht.
1939 wurde die Kirche nach der Besetzung Galiziens durch die Sowjetunion aufgelöst. Die Pfarrer wurden verhaftet und einige starben in der Haft.
1996 wurde die Ukrainische Lutherische Kirche gegründet, die sich als Nachfolgerin versteht.